# Пантеон (Варна)
Пантеонът във Варна е разположен в Морската градина на града. Паметникът е построен в чест на загиналите в периода 1923 – 1944 година борци против фашизма от град Варна и региона.

## История
Историята на паметника започва, когато през 1945 г. на могилата Турна тепе, в северната част на Варна, е изградена гробница, в която са погребани костите на загинали участници в съпротивителното движение. Десет години по-късно е взето решение костите да се преместят на друго място. Мястото е това, на което днес се издига паметникът. По-рано там се намирали католически гробища и паметник на френските войници, починали от холера по време на Кримската война.
Пантеонът е открит официално на 6 ноември 1959 г. по повод 42-рата годишнина от честването на Октомврийската революция в Русия от 1917 г.
Пантеонът е обявен за исторически паметник в бр. 43 на Държавен вестник от 1971 г. Днес е в списъка на недвижимите културни ценности от национално значение под наблюдението на Националния институт за недвижимо културно наследство.

## Символика на паметника
Паметникът символизира делото на участниците в съпротивителното движение. Главните фигури на паметника са изработени за около седем месеца. Те изобразяват двама бойци, единият от които е ранен, а другият продължава сражението. Под тях, върху самата костница, на седем каменни релефа са изобразени различни сцени от съпротивата.

## Любопитно
В костницата няма тленни останки. През 1995 г. костите са изнесени и дадени на близките на покойниците, за да бъдат погребани.